# デメトリオ・ストラトス
デメトリオ・ストラトス（Demetrio Stratos、1945年4月22日 - 1979年6月13日）は、エジプト出身のギリシャ人ミュージシャン、シンガーソングライター、キーボーディスト・声楽家。
イタリアン・ジャズ・ロック・バンド「アレア」の創設メンバー。音楽家としても、ロックの枠には収まらない程の評価と才能を秘めていたが、若くして他界した。

## 人物
1945年、エジプト・アレクサンドリア生まれ。少年期はアテネ国立音楽院などで、ピアノや鍵盤楽器を学ぶ。音楽的には、アラビア半島由来の民族音楽に影響を受けている。1957年に政治的理由でキプロスに移住し、1962年にはイタリア・ミラノに移った。その地元・ミラノ工科大学に在学する。
1963年頃からキーボーディストおよび歌手としての活動を始める。1968年にビートグループ「I Ribelli」に参加し、1970年まで活動。1972年にはシングル「Daddy's dream」でソロ・デビューするが、商業的な成功には至らなかった。
同年、ジャズ・ロック・バンド「アレア」を結成し、ボーカル兼キーボーディストとして活動再開。並行して行われたソロ活動では、人間の声の可能性を追求した、極めて実験性の高いスタイルを展開する。
1974年、ジョン・ケージのアルバムに参加。
1976年、初のソロ・アルバム『咆哮』を発表。
1978年、アレアの脱退を決意。本格的なソロ活動一本に絞る。
1979年に元PFMのマウロ・パガーニ、元アレアのパオロ・トファーニ等と共演し、ライブ・アルバム『ロックンロール・エキシビジョン』を作成するも、白血病に倒れニューヨークの病院に入院。彼の治療を支援するためのコンサートが企画されたが、その前日の6月13日に死去。34歳。翌日の追悼コンサートでは数万人の聴衆が彼の死を悼んだ。その模様はアルバム『1979:イル・コンチェルト』に収められている。

## ディスコグラフィ

### スタジオ・アルバム
- 『咆哮』 - Metrodora (1976年)
- La cantata rossa per Tall El Zaatar (1976年) ※Gaetano Liguori、Giulio Stocchiと連名
- 『挽歌』 - Cantare La Voce (1978年)
- 『幻惑の舞踏曲』 - Le milleuna (1990年) ※未発表音源

### ライブ・アルバム
- 『ロックンロール・エキシビジョン』 - Rock And Roll Exibition (1979年) ※マウロ・パガーニ、パオロ・トファーニと連名
- 『朗唱』 - Recitarcantando (1980年) ※ルーチョ・ファッブリと連名
- 『コンサート・アット・エルフォ』 - Concerto All'elfo (1995年)

### コンピレーション・アルバム
- Stratosfera box set (2002年) ※『咆哮』『挽歌』『幻惑の舞踏曲』『朗唱』『コンサート・アット・エルフォ』を収めたボックスセット

### シングル
- "Daddy's dream" (1972年)
- "O Tzitziras o Mitziras" (1978年)

### 映像作品
- Suonare La Voce (1994年) ※VHS。2006年にDVDで再発

### I Ribelli
- I Ribelli (1968年)